# Battajavri
Battajavri är en sjö i Gällivare kommun i Lappland och ingår i Kalixälvens huvudavrinningsområde. Sjön har en area på 0,81 kvadratkilometer och ligger 980 meter över havet.